# Andrzej Iwan
Andrzej Iwan (ur. 10 listopada 1959 w Krakowie, zm. 27 grudnia 2022 tamże) – polski piłkarz i trener piłkarski.
W latach 1978–1987 reprezentant Polski w piłce nożnej. Uczestnik Mistrzostw Świata 1978, srebrny medalista za zajęcie III miejsca na Mistrzostwach Świata 1982 oraz brązowy medalista Turnieju Juniorów UEFA 1978. 
W latach 1976–1985 zawodnik Wisły Kraków, z którą w sezonie 1977/1978 zdobył mistrzostwo Polski. W 1986–1988 trzykrotny mistrz Polski z Górnikiem Zabrze. W 1987 wybrany piłkarzem roku w Polsce przez redakcje Piłki Nożnej i Sportu. W latach 1988–1989 występował w Bundeslidze jako piłkarz VfL Bochum, w latach 1990–1991 występował w greckim Arisie Saloniki. Po zakończeniu kariery został trenerem piłkarskim, szkoląc juniorów, będąc asystentem szkoleniowców w Ekstraklasie, a także samodzielnie prowadząc drużyny niższych lig. Pracował również jako skaut oraz komentator i ekspert telewizyjny.

## Kariera piłkarska

### Kariera klubowa
Wychowanek Wandy Kraków, z której przeniósł się do Wisły Kraków. W 1976 roku wywalczył z Wisłą mistrzostwo Polski juniorów, zaś w 1978 był podstawowym zawodnikiem drużyny seniorskiej Białej Gwiazdy, która zdobyła tytuł Mistrza Polski, wyprzedzając Śląsk Wrocław. W I lidze w barwach Wisły zagrał 198 razy i strzelił 69 goli. Z Wisłą Kraków grał w finałach Pucharu Polski w latach 1979 i 1984.
W 1985 roku przeszedł do Górnika Zabrze, a na początku 1988 roku dołączył do niemieckiego zespołu VfL Bochum. Potem na krótko wrócił do Górnika Zabrze w 1989 roku, by następnie wyjechać do Grecji do klubu Aris FC. Po dwóch sezonach gry wyjechał do Szwajcarii i grał amatorsko w FC Azzurri i FC Pully. Po powrocie do Polski występował w drużynach z niższych lig: Kuchnie Izdebnik i Spartak Wielkanoc-Gołcza.
Zdobył cztery tytuły mistrzowskie (z Wisłą i Górnikiem). W I lidze rozegrał 269 meczów (debiut w wieku 17 lat) i strzelił 90 goli. W europejskich pucharach zagrał 17 razy i strzelił 4 bramki.

### Kariera reprezentacyjna

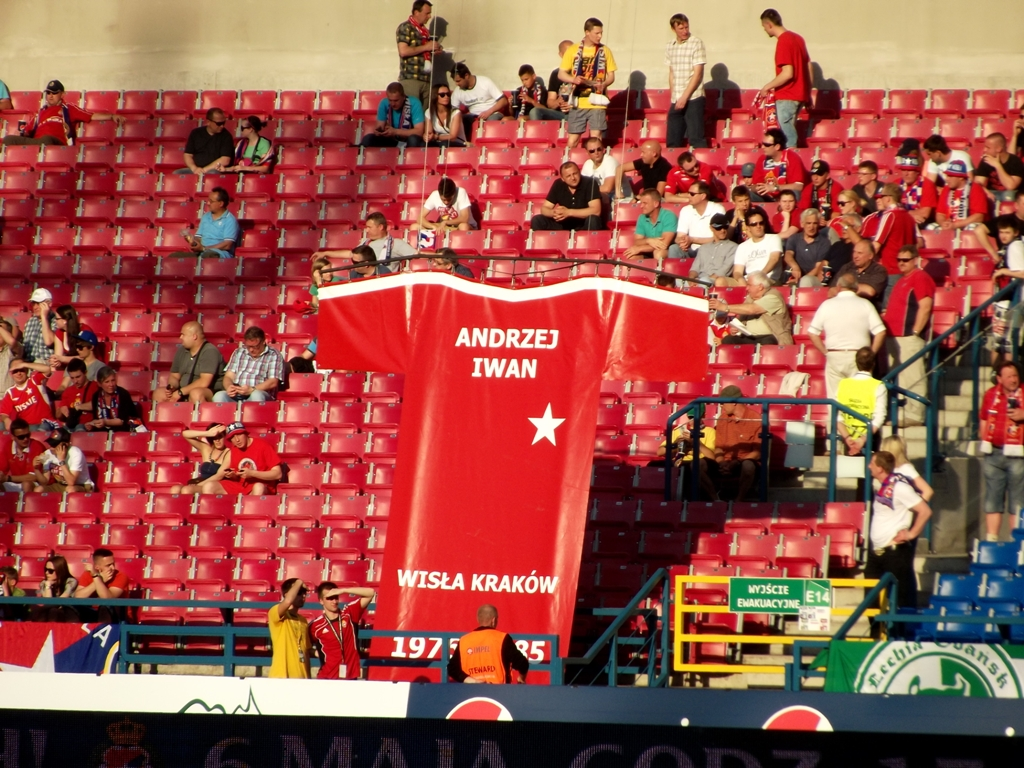
Oprawa kibiców Wisły Kraków upamiętniająca Andrzeja Iwana, zdjęcie zrobione podczas 185. Derbów Krakowa (2012)

Jako gracz reprezentacji U-18 zdobył brązowy medal nieoficjalnych Mistrzostw Europy w 1978 roku. W kadrze seniorskiej Polski znalazł się po raz pierwszy tego samego roku na Mistrzostwach Świata w Argentynie w meczu z Tunezją. Nie wywalczył jednak miejsca w pierwszym składzie, jednak już 4 lata później na Mistrzostwach Świata w 1982 Hiszpanii był początkowo podstawowym zawodnikiem. Kontuzja wyeliminowała go już w 2. meczu, a Polacy zajęli w turnieju 3. miejsce i zdobyli srebrne medale. 4 lata później na Mistrzostwa Świata w Piłce Nożnej 1986 nie pojechał z powodu kontuzji w meczu ligowym. W sumie w reprezentacji Polski rozegrał 29 spotkań i strzelił 11 bramek.
| Mecze w reprezentacji | Mecze w reprezentacji | Mecze w reprezentacji   | Mecze w reprezentacji | Mecze w reprezentacji | Mecze w reprezentacji | Mecze w reprezentacji | Mecze w reprezentacji | Mecze w reprezentacji |
| l.p.                  | Data                  | Miejsce                 | Przeciwnik            | Rezultat              | Rozgrywki             | Grał                  | Uwagi                 |                       |
| --------------------- | --------------------- | ----------------------- | --------------------- | --------------------- | --------------------- | --------------------- | --------------------- | --------------------- |
| 1.                    | 6 czerwca 1978        | Rosario                 | Tunezja               | 1-0                   | MŚ 1978               | od 60'                |                       |                       |
| 2.                    | 10 czerwca 1978       | Rosario                 | Meksyk                | 3-1                   | MŚ 1978               | do 75'                |                       |                       |
| 3.                    | 26 marca 1980         | Budapeszt               | Węgry                 | 1-2                   | towarzyski            | do 75'                |                       |                       |
| 4.                    | 2 kwietnia 1980       | Bruksela                | Belgia                | 1-2                   | towarzyski            | do 51'                |                       |                       |
| 5.                    | 22 czerwca 1980       | Warszawa                | Irak                  | 3-0                   | towarzyski            | od 62'                | Gol                   |                       |
| 6.                    | 2 lipca 1980          | Santa Cruz de la Sierra | Boliwia               | 1-0                   | towarzyski            | od 46'                | Gol                   |                       |
| 7.                    | 9 lipca 1980          | Bogota                  | Kolumbia              | 4-1                   | towarzyski            | 90'                   | Gol · Gol · Gol       |                       |
| 8.                    | 29 września 1980      | Chorzów                 | Czechosłowacja        | 1-1                   | towarzyski            | 90'                   |                       |                       |
| 9.                    | 12 listopada 1980     | Barcelona               | Hiszpania             | 2-1                   | towarzyski            | 90'                   | Gol · Gol             |                       |
| 10.                   | 19 listopada 1980     | Kraków                  | Algieria              | 5-1                   | towarzyski            | 90'                   | Gol · Gol             |                       |
| 11.                   | 7 grudnia 1980        | Gżira                   | Malta                 | 2-0                   | elim. MŚ 1982         | 77'                   |                       |                       |
| 12.                   | 25 marca 1981         | Bukareszt               | Rumunia               | 0-2                   | towarzyski            | 90'                   |                       |                       |
| 13.                   | 2 maja 1981           | Chorzów                 | NRD                   | 1-0                   | elim. MŚ 1982         | do 79'                |                       |                       |
| 14.                   | 24 maja 1981          | Bydgoszcz               | Irlandia              | 3-0                   | towarzyski            | 90'                   | Gol                   |                       |
| 15.                   | 2 września 1981       | Chorzów                 | Niemcy                | 0-2                   | towarzyski            | od 35'                |                       |                       |
| 16.                   | 10 października 1981  | Lipsk                   | NRD                   | 3-2                   | elim. MŚ 1982         | od 9'                 |                       |                       |
| 17.                   | 28 października 1981  | Buenos Aires            | Argentyna             | 2-1                   | towarzyski            | do 79'                |                       |                       |
| 18.                   | 15 listopada 1981     | Wrocław                 | Malta                 | 6-0                   | elim. MŚ 1982         | 90'                   |                       |                       |
| 19.                   | 18 listopada 1981     | Łódź                    | Hiszpania             | 2-3                   | towarzyski            | 90'                   |                       |                       |
| 20.                   | 14 czerwca 1982       | Vigo                    | Włochy                | 0-0                   | MŚ 1982               | do 71'                |                       |                       |
| 21.                   | 19 czerwca 1982       | La Coruña               | Kamerun               | 0-0                   | MŚ 1982               | do 26'                |                       |                       |
| 22.                   | 22 maja 1983          | Chorzów                 | ZSRR                  | 1-1                   | elim. Euro 1984       | od 75'                |                       |                       |
| 23.                   | 7 września 1983       | Kraków                  | Rumunia               | 2-2                   | towarzyski            | 90'                   | Gol                   |                       |
| 24.                   | 28 października 1983  | Wrocław                 | Portugalia            | 0-1                   | elim. Euro 1984       | 90'                   |                       |                       |
| 25.                   | 27 stycznia 1984      | Kalkuta                 | Chiny                 | 1-0                   | towarzyski            | od 76'                |                       |                       |
| 26.                   | 21 sierpnia 1985      | Malmö                   | Szwecja               | 0-1                   | towarzyski            | 90'                   |                       |                       |
| 27.                   | 23 września 1987      | Warszawa                | Węgry                 | 3-2                   | elim. Euro 1988       | 90'                   |                       |                       |
| 28.                   | 14 października 1987  | Zabrze                  | Holandia              | 0-2                   | elim. Euro 1988       | 90'                   |                       |                       |
| 29.                   | 27 października 1987  | Bratysława              | Czechosłowacja        | 1-3                   | towarzyski            | 90'                   |                       |                       |

## Sukcesy
Wisła Kraków
- Mistrzostwo Polski: 1977/1978

Górnik Zabrze
- Mistrzostwo Polski: 1985/1986, 1986/1987, 1987/1988

Polska
- Mistrzostwa Świata 1982:  3. miejsce
- Turniej Juniorów UEFA 1978:  3. miejsce

Indywidualne
- Piłkarz roku w Polsce w plebiscycie Piłki Nożnej: 1987
- Piłkarz roku w Polsce w plebiscycie redakcji Sportu: 1987

## Kariera trenerska
Po zakończeniu kariery piłkarskiej rozpoczął pracę trenerską. Przez kilka lat szkolił grupy juniorskie w Wiśle Kraków. W latach 1999–2001 asystował pierwszym szkoleniowcom Białej Gwiazdy, najpierw Adamowi Nawałce, a następnie duetowi Orest Lenczyk – Waldemar Fornalik. W czerwcu 2002 roku objął stanowisko II trenera Zagłębia Lubin, gdzie pracował ponownie u boku Adama Nawałki, jednak po niespełna pięciu miesiącach sztab szkoleniowy został zwolniony.
Po raz pierwszy pracował jako samodzielny trener od stycznia 2003, kiedy objął czwartoligowy wówczas Okocimski KS Brzesko, w 2004 roku wygrał z klubem zespołem rozgrywki IV ligi gr. wschodniej, lecz w decydującym boju o awans do wyższej klasy rozgrywkowej zwyciężył Kmita Zabierzów. W klubie pracował  do kwietnia 2005 roku.
W 2004 roku pracując razem z Michałem Królikowskim wywalczył awans jako trener Kadry Małopolski do turnieju finałowego UEFA Regions’ Cup (amatorskie mistrzostwa Europy) rozgrywanego w lecie 2005 w Małopolsce.
Od maja 2005 pracował w występującym w klasie okręgowej Płomieniu Jerzmanowice. W klubie z podkrakowskiej miejscowości pracował w dwóch okresach, jednak niezbyt długo. Związane to było z problemami zdrowotnymi byłego reprezentanta kraju. Iwan powrócił na ławkę trenerską Płomienia 4 listopada 2005 roku, by już w styczniu pożegnać się z zespołem. W marcu 2006 roku objął stanowisko trenera drużyny juniorskiej Wiatru Ludźmierz, by po zakończeniu sezonu pożegnać się z podhalańskim klubem. W następnym sezonie został trenerem drużyny Orlęta Rudawa. Pracował w klubie Wieczysta Kraków w roli doradcy. W 2021 powrócił do Wisły Kraków, obejmując stanowisku w dziale skautingu.

## Ekspert i komentator
Był również komentatorem sportowym i ekspertem piłkarskim. Pracował w redakcji Orange Sport i Polsat Sport. Komentował mecze I ligi polskiej w piłce nożnej. W latach 2018–2019 pracował w grupie Weszło w roli eksperta i komentatora.

## Życie prywatne
Z żoną Barbarą miał dwoje dzieci: córkę Katarzynę oraz syna Bartosza, który również został piłkarzem. Doczekał się trojga wnucząt.
W środowisku piłkarskim zyskał przydomek "Ajwen". Na początku swojej kariery piłkarskiej w Wiśle Kraków i reprezentacji kraju za pobicie jednej z kelnerek w „Stylowej” trafił do aresztu i został ukarany roczną dyskwalifikacją.
Zmagał się z chorobą alkoholową, uzależnieniem od hazardu i depresją. Cierpiał na przewlekłą obturacyjną chorobę płuc. Na przestrzeni lat dokonał czterech prób samobójczych, o czym opowiedział w autobiografii pt. „Spalony”, którą napisał we współpracy z dziennikarzem Krzysztofem Stanowskim. Książka została wydana w 2012, a w 2021 została wznowiona z dwoma dodatkowymi rozdziałami. 
Zmarł 27 grudnia 2022 w Krakowie, w wieku 63 lat. 5 stycznia 2023 po mszy świętej pogrzebowej urna z jego prochami została pochowana na cmentarzu Prądnik Czerwony (Batowickim) w Krakowie.